# Новики (Ельнинский район)
Новики   — деревня  в Ельнинском районе Смоленской области России. По состоянию на 2007 год постоянного населения не имеет   Расположена в юго-восточной части области  в 31 км к востоку от города Ельня, в 2 км к северо-западу от границы с Калужской областью. В 7,5 км южнее деревни железнодорожная станция 475-й км на линии Смоленск  - Сухиничи. Входит в состав Мазовского сельского поселения.

## История
В годы Великой Отечественной войны деревня была местом ожесточённых боёв и дважды была оккупирована гитлеровскими войсками. 1-й раз в июле 1941 года (освобождена в ходе Ельнинской операции), 2-й раз в октябре 1941 года (освобождена в ходе Ельнинско-Дорогобужской операции в 1943 году).  Была освобождена 68-й армией,.

## Экономика
2 фермерских хозяйства .